# موری (آهنگ)
«موری» (به لهستانی: Mury) (به معنای دیوارها) یک ترانه اعتراضی از خواننده لهستانی، یاتسک کاچمارسکی است که اولین بار شعرش را در سال ۱۹۷۸ سرود و اجرا کرد. این آهنگ به ویژه در میان جنبش اتحادیه همبستگی سولیدارنوشچ (NSZZ Solidarność) محبوب بوده و آن را بهترین آهنگ کاچمارسکی می‌دانند. این آهنگ به نماد معترضان به دولت کمونیستی در دوران جمهوری خلق لهستان بدل شد و در تظاهرات، اجتماعات و نشست‌های بسیاری در لهستان دهه ۱۹۸۰ خوانده شد.
کاچمارسکی ملودی آن را از روی آهنگ لستاکا (L'Estaca) اثر لوئیس لاک خواننده مبارز کاتالان الهام گرفت.
با وجود پایان بدبینانه و طعنه‌آمیز آهنگ (A mury rosły, rosły, rosły…، و دیوارها بلندتر شدند، بلندتر، بلندتر…) و انتقاد کاچمارسکی از دزدیده شدن واژه هنرمند از سوی حکومت، این آهنگ به زودی به سرود اصلی مخالفان دولت مبدل گشت.

## متن ترانه
| برگردان فارسی ترانه دیوارها: او جوان بود و الهام‌گرفته، آنها یک گروه بودند. او با آوازش به آنها نیرو می‌بخشید، خواندن اینکه سپیده‌دم نزدیک است. آنها برای او هزاران شمع روشن خواهند کرد و دودش بر فراز سر آنها بالا می‌رود. او خواند که زمان فروریختن سقوط دیوار فرا رسیده‌است آنها با او سر دادند: دندان‌های میله دیوار را بکشید! زنجیرها را پاره کنید، شلاق‌ها را بشکنید! و دیوار فرو می‌ریزد، می‌ریزد، می‌ریزد و جهان قدیم را به خاک خواهیم سپرد. (×۲) آنها بزودی آواز را بدون نیاز به بر زبان آوردن در قلبشان حس کردند. با ایمان به معانی آن، عقل و دلشان لرزید. آنها خواندند، دست زدند، هلهله‌شان چون صدای شلیک گلوله بود. و زنجیرهایشان باری اضافه بود، سپیده‌دم در راه بود… و او همچنین خواند و نواخت: دندان‌های میله دیوار را بکشید! زنجیرها را پاره کنید، شلاق‌ها را بشکنید! و دیوار فرو می‌ریزد، می‌ریزد، می‌ریزد و جهان قدیم را به خاک خواهیم سپرد. (×۲) تعداد زیاد خود و قدرتشان را دیدند، زمان موعود نزدیک بود، با خواندن اینکه سپیده‌دم نزدیک است به خیابان‌ها ریختند؛ مقبره‌ها را زیر و رو کردند و سنگفرش‌ها را کندند - این با ماست! این علیه ماست! کسی که تنهاست بدترین دشمن ماست! و خواننده نیز تنها بود. او به راهپیمایی استوار مردم نگاه کرد، در سکوت به غرش گام‌هایشان گوش سپرد، و دیوار بلندتر شد، بلندتر، بلندتر و صدای جرنگ‌جرنگ زنجیر پاها می‌آمد… او به راهپیمایی استوار مردم نگاه کرد، در سکوت به غرش گام‌هایشان گوش سپرد، و دیوار بلندتر شد، بلندتر، بلندتر و صدای جرنگ‌جرنگ زنجیر پاها می‌آمد… | برگردان انگلیسی ترانه Walls: He was inspired and young, they were a legion He gave them strength with his song, singing that the dawn is near. They'd light thousands candles for him, smoke rising over their heads, He sang it was time for the wall to fall... They sang together with him: Pull the teeth of bars from the walls! Tear off the chains, break the whip! And the walls are falling, falling, falling And will bury the old world! (x2) Soon they knew the song by heart and just the melody without the words Carried the old meaning, shivers through hearts and heads. So they sung, clapped to the rhythm, their applause sounding like gunshots, And the chain was a burden, the dawn was dawdling... And he still sung and played: Pull the teeth of bars from the walls! Tear off the chains, break the whip! And the walls are falling, falling, falling And will bury the old world! (x2) And they saw their numbers, they felt their strength and the time, And singing that the dawn is near, they marched into the streets; They destroyed monuments and uprooted pavements — This one is with us! This one is against us! Who's alone is our worst enemy! And the singer was also alone. He looked at the steady march of the crowds, Silent he listened to the thunder of their steps, And the walls grew, grew, grew The chain dangled at the feet... He looked at the steady march of the crowds, Silent he listened to the thunder of their steps, And the walls grew, grew, grew The chain dangled at the feet... | متن اصلی ترانه Mury (به زبان لهستانی): On natchniony i młody był, ich nie policzyłby nikt On im dodawał pieśnią sił, śpiewał że blisko już świtŚwiec tysiące palili mu, znad głów podnosił się dym, Śpiewał, że czas by runął mur... Oni śpiewali wraz z nim: Wyrwij murom zęby krat! Zerwij kajdany, połam bat! A mury runą, runą, runą I pogrzebią stary świat! (x2) Wkrótce na pamięć znali pieśń i sama melodia bez słów Niosła ze sobą starą treść, dreszcze na wskroś serc i głów. Śpiewali więc, klaskali w rytm, jak wystrzał poklask ich brzmiał, I ciążył łańcuch, zwlekał świt... On wciąż śpiewał i grał: Wyrwij murom zęby krat! Zerwij kajdany, połam bat! A mury runą, runą, runą I pogrzebią stary świat! (x2) Aż zobaczyli ilu ich, poczuli siłę i czas, I z pieśnią, że już blisko świt szli ulicami miast; Zwalali pomniki i rwali bruk - Ten z nami! Ten przeciw nam! Kto sam ten nasz najgorszy wróg! A śpiewak także był sam. Patrzył na równy tłumów marsz, Milczał wsłuchany w kroków huk, A mury rosły, rosły, rosły Łańcuch kołysał się u nóg… Patrzył na równy tłumów marsz, Milczał wsłuchany w kroków huk, A mury rosły, rosły, rosły Łańcuch kołysał się u nóg… |